# Epidemiología satelital
La epidemiología satelital también llamada epidemiología de paisajes, tiene como objeto estudiar el impacto de las alteraciones del ambiente, incluyendo los seres vivos que lo habitan, sobre la salud de los mismos, de ahí que se estudien las interacciones entre los aspectos temporales y espaciales del paisaje y sus componentes.
Esta rama de la medicina estudia la salud y la enfermedad de la población humana aplicando diversos métodos para llevar a cabo las investigaciones epidemiológicas, como: la vigilancia, los estudios descriptivos y los estudios analíticos, buscando mejorar la salud colectiva. por ende, las investigaciones epidemiológicas se sitúan en un contexto multidimensional e interdisciplinario que incorpora distintas herramientas, teorías y métodos de diferentes campos del saber. Para ello, es necesario generar en este campo la habilidad para explorar el comportamiento de sistemas complejos y dinámicos, usando modelos y simulación, pero para lograrlo es necesario que la epidemiología se asocie con otras disciplinas. Dentro del componente epidemiológico, la incorporación de elementos ecológicos y nuevas tecnologías da paso a la epidemiología satelital, la cual permite entender las relaciones de la población, la enfermedad y el ambiente, variables en tiempo y en espacio.

## Recolección de datos
El estudio ecológico se ha realizado tradicionalmente con información recogida sobre el terreno (Tª, precipitaciones, humedad relativa, salinidad, vegetación, fauna…), pero hoy día a esta información se le suma el uso de información e imágenes provenientes de satélites. El uso de los satélites en ecología para estudiar los factores que influyen en las epidemias abrió la puerta a una nueva especialidad, la epidemiología satelital.
Por ello, es necesario conocer aspectos teóricos que permitan entender la manera en la que son obtenidos los datos por medio de los satélites para llevar a cabo los análisis que emplea la epidemiología satelital. Donde se hace uso de las propiedades físicas de los elementos presentes en el planeta, que tienen una propiedad denominada albedo (la fracción de radiación solar reflejada por una superficie u objeto, a menudo expresada como un porcentaje) Así, cualquier radiación electromagnética que interactúe con los albedos terrestres en la superficie terrestre puede ser absorbida, reflejada y transmitida por ellos selectivamente, traduciendo el poder verificar una intensidad de radiación diferente en cada punto distinto y generar un dato o imagen de interés.  Ahora bien, la información puede ser tomada en varias formas, incluso desde un mismo satélite o sensor remoto. Los sensores remotos pueden ser clasificados de acuerdo con su fuente de radiaciones (pasivas y activas), al principio de funcionamiento y a los tipos de producto (fotográficos y no fotográficos). Los satélites, por otra parte, son un nivel específico de recolección de datos, pero existen otros que pudiesen recoger la energía reflejada o emitida por los albedos en la superficie terrestre.
Actualmente el mayor interés se ha centrado en la información generada por los satélites (los cuales pueden ser militares, científicos, de telecomunicaciones, meteorológicos y de recursos naturales). Los dos últimos tipos de satélites son los que quizá presentan mayores aportes a la salud pública. En el caso de los meteorológicos tenemos satélites que se encuentran en la categoría polar o ecuatorial (según la órbita que describan), tales como por ejemplo los NOAA (National Oceanographic and Atmospheric Administration) de EUA, Meteor (Rusia), CCD (Brasil), entre otros; pero también satélites geoestacionarios como los GOES (EUA), Meteosat (EUMETSAT), GMS (Japón), GOMS (Rusia) e INSTA (India), entre otros.Otros satélites que colectan datos orbitales también tienen reciente utilidad en su aplicación a la salud pública, tal es el caso de los satélites Landsat (un sensor TM, Thematic Mapper, de NASA). En estos satélites los capturadores de imágenes TM así como MSS (Multispectral Scanner Subsystem) han sido incorporados en los Landsat –4, –5, –6 y –7. Algunos de estos satélites, como el Landsat –7, pueden alcanzar resoluciones especiales de 15 m x 15 m. Existen otros capturadores de imágenes importantes como AVHRR, CCD, HRV, entre otros. En el año 1999 también se agregó un satélite con una mayor resolución espacial, el Ikonos, el cual puede alcanzar en bandas pancromáticas hasta 1 m x 1m de resolución.

## Geografía médica
La geografía médica se podría describir como una subdisciplina encargada de caracterizar espacialmente sobre mapas a los problemas de salud; para lo cual se hace uso de mapas temáticos sobre las patologías, sus casos, factores de riesgo, etc; en el pasado se hacían en forma manual, dibujándolos, hoy en día se usan software geográficos de gran versatilidad para aplicaciones en salud. En dichos sistemas entra el concepto de los Sistemas de Información Geográfica (SIG) (Geographical Information Systems, GIS), los cuales son sistemas de hardware, software y procedimientos diseñados para almacenar, manejar, manipular, analizar, modelar y mostrar integradamente, datos referenciados especialmente para resolver y manejar problemas, en este caso en salud pública. Por ejemplo un caso de una enfermedad puede ser geoposicionada, es decir referenciado geográficamente a través de sus coordenadas con el uso de equipos que trabajan en sistemas de posicionamiento global o geoposicionadores, comúnmente denominados GPS.

## Biometeorología médica
Hoy en día se entiende que existe una gran interacción entre los seres vivos, incluyendo al hombre y su medio ambiente. En particular se ha observado la importancia que tienen los elementos meteorológicos y su variabilidad en cambiar las condiciones de vida, promover y afectar los seres vivos en la dinámica de los ecosistemas. Por ejemplo, sabemos que ciertas condiciones climáticas propician cambios en los patrones de enfermedades metaxénicas como la malaria o el dengue. En este contexto, entonces, la biometeorología puede definirse como la disciplina que se encarga de estudiar los efectos que las condiciones meteorológicas tienen sobre los seres vivos

## Resultados
Esta disciplina hace uso de sistemas de información geográfica permitiendo integrar numerosas variables y diseñar modelos espaciales con la posibilidad de proponer un control y planificación de problemas en el área de la salud pública. Por ello, al hacer uso de la epidemiología satelital se puede obtener información tanto espacial como asociada a los cambios o impactos. Toda esta información integrada, geográfica, ambiental y ecológica, permite analizar los elementos epidemiológicos asociados a la persistencia de las enfermedades en determinadas áreas geográficas además de ahorrar tiempo, dinero y talento humano.
Empleando la combinación de datos originados por satélites como spot -dedicado a la observación de índices de vegetación-, Meteosat -que proporciona información sobre vientos y masas de nubes- y Topex/Poseidon y Envisat -los cuales obtienen datos sobre la altura de olas, temperatura del océano y color de las aguas-; junto con datos hidrológicos (número y distribución de lagos y niveles de agua en embalses y ríos ) y clínicos (como el número de casos de una enfermedad registrados en una determinada zona ) pueden construirse modelos matemáticos predictivos sobre el avance de una determinada enfermedad infecciosa. Es entonces como se hace posible que con un software específico para el análisis y tratamiento de las imágenes obtenidas por el satélite se generan mapas de riesgo y de predicción de algunos problemas de salud pública como los brotes epidémicos. El mayor interés viene dado por la información procedente de satélites, pero cabe mencionar que también se emplean a veces aeronaves tripuladas con dispositivos sensoriales que capturan la información con sensores fotográficos, sensores hiperespectrales, videografía, entre otros.